# Schubert (Familienname)
Schubert ist ein deutscher, österreichischer oder auch jüdischer Familienname mit der Bedeutung Schuster; er leitet sich von mhd. schuochwürhte (‚Schuhwerker‘) ab. Die tschechische Schreibweise lautet Šubert.

## Namensträger

### A
- Adolf Schubert (1904–?), deutscher Maler
- Adrianna Sułek-Schubert (* 1999), polnische Siebenkämpferin
- Albert Schubert (* 1923), deutscher Generalmajor des MfS
- Albrecht Schubert (1886–1966), deutscher General der Infanterie
- Alexander Schubert (Ökonom) (* 1945), deutscher Ökonom und Politologe
- Alexander Schubert (Philosoph) (* 1955), Philosoph und Soziologe
- Alexander Schubert (Historiker) (* 1969), deutscher Historiker und Kulturmanager
- Alexander Schubert (Schauspieler) (* 1970), deutscher Schauspieler
- Alexander Schubert (Musiker) (* 1979), deutscher Komponist
- Alexandra Schubert-Unkmeir (* 1969), deutsche Ärztin, Mikrobiologin, Epidemiologin und Hochschullehrerin
- Alfred Schubert (Architekt) (1857–1918), deutscher Architekt, Spezialist für landwirtschaftliche Baukunde
- Alfred Schubert (Kunsthistoriker) (1889–1965), deutscher Kunsthistoriker
- Alfred Schubert (Botaniker) (1900–1994), deutscher Lehrer, Botaniker und Naturschützer
- Alfred Schubert (Chemiker) (1915–2000), deutscher Chemiker
- András Schubert (* 1946), ungarischer Informationswissenschaftler
- André Schubert (* 1971), deutscher Fußballtrainer
- Andreas Schubert (Ingenieur) (* 1960), deutscher Ingenieur und Hochschullehrer
- Andreas von Schubert (* 1968), deutscher Maschinenbauingenieur und Wirtschaftswissenschaftler
- Andreas Schubert (Politiker) (* 1970), deutscher Politiker (Die Linke), Mitglied des Thüringer Landtags
- Andreas Schubert (Fernfahrer) (1975–2020), Fernfahrer und Bodybuilder
- Anita Schubert (* 1937), deutsche Objektkünstlerin, Malerin und Collagistin
- Anna Luise Schubert (* 1934), deutsch-österreichische Tänzerin, Schauspielerin und Sängerin
- Anna-Lena Schubert, Psychologin
- Anselm Schubert (* 1969), deutscher Religionswissenschaftler
- Antje Schubert (* 1967), deutsche Managerin, Geschäftsführerin des Unternehmens Iglo
- Arthur Schubert (* 1936), Schweizer Maler
- Artur Schubert (1890–1960), deutscher Komponist
- Astrid Meyer-Schubert (* 1956), deutsche Kulturphilosophin
- August Schubert (Maler) (1844–nach 1893), österreichischer Maler
- August Schubert (Politiker) (vor 1869–nach 1900), deutscher Politiker, Mitglied des Coburger Landtags
- August Schubert (Kunsthistoriker) (1900–1962), deutscher Kunsthistoriker und Museumsdirektor
- August Anton Schubert (1853–1937), österreichischer Maler, Zeichner und Illustrator
- Augustin Schubert (1902–1942), deutsch-tschechischer römisch-katholischer Geistlicher, Augustiner-Eremit und Märtyrer
- Axel Schubert (* 1967), deutscher Basketballspieler

### B
- Benno Schubert (1877–1957), Bürgermeister, Mitglied des Provinziallandtages der Provinz Hessen-Nassau
- Bernd Schubert (Landschaftsarchitekt) (* 1939), deutscher Landschaftsarchitekt und Hochschullehrer
- Bernd Schubert (Fußballspieler) (* 1944), deutscher Fußballspieler
- Bernd Schubert (Leichtathletiktrainer) (* 1945), deutscher Leichtathletiktrainer
- Bernd Schubert (Politiker) (* 1955), deutscher Politiker (CDU)
- Bernhard Schubert (Historiker) (* 1950), deutscher Historiker und Germanist
- Bernhard von Schubert (1951–2017), deutscher Wirtschaftswissenschaftler, Unternehmer und Hochschullehrer
- Bernhard Schubert (Zoologe) (* 1992), österreichischer Zoologe und Fotograf
- Brigitte Schubert-Oustry (* 1935), deutsche Autorin, Journalistin
- Brigitte Schubert-Riese (1942–2019), deutsche Autorin, Journalistin und Historikerin
- Bruno Schubert (Schauspieler) (Bruno Leon Schubert; * 1997), deutscher Schauspieler und Synchronsprecher
- Bruno H. Schubert (1919–2010), deutscher Brauereiunternehmer

### C
- Carl Schubert (Illustrator) (1860–1929), schwedischer Illustrator
- Carl von Schubert (1882–1947), deutscher Staatsbeamter und Diplomat
- Carl Eduard Schubert (1830–1900), deutscher Orgelbauer
- Carl Friedrich Schubert (auch Karl Friedrich Schubert; 1723–1800), deutscher Jurist
- Charlotte Schubert (* 1955), deutsche Althistorikerin
- Christa Schubert (* 1955), deutsche Volleyballspielerin
- Christian Schubert (Physiker) (* 1957), deutscher Mathematiker und Physiker
- Christian Schubert (Mediziner) (* 1961), deutscher Psychoneuroimmunologe
- Christian Schubert (Journalist) (* 1964), deutscher Journalist und Sachbuchautor
- Christian Friedrich Schubert (1808–1874), deutscher Lehrer und Politiker
- Christoph Schubert (Altphilologe) (* 1970), deutscher Altphilologe
- Christoph Schubert (Eishockeyspieler) (* 1982), deutscher Eishockeyspieler und -trainer
- Christoph Schubert (Shorttracker) (* 1994), deutscher Shorttracker
- Cläre Schubert-Feder (1853–1915), deutsche Kunsthistorikerin
- Claudia Schubert (Sängerin) (* 1964), deutsche Sängerin (Sopran, Alt)
- Claudia Schubert (Juristin) (* 1976), deutsche Rechtswissenschaftlerin und Hochschullehrerin
- Claudia Schubert (Moderatorin) (* 1978), österreichische Moderatorin
- Conrad von Schubert (1847–1924), deutscher Offizier, Weingutsbesitzer und Politiker, MdR
- Cordula Schubert (* 1959), deutsche Politikerin (CDU) und Ministerialbeamtin
- Cornelia Freitag-Schubert (* 1956), deutsche Künstlerin, Kunstpädagogin und Hochschullehrerin

### D
- Daniel Schubert (Biologe) (* 1973), deutscher Biologe, Pflanzengenetiker und Hochschullehrer
- Daniel Schubert (Künstler) (* 1984), deutscher Maler und Zeichner
- David Schubert (Orgelbauer), sächsischer Orgelbauer, Silbermann-Schüler
- David Schubert (* 1987), deutscher Koch
- Detlef Schubert (* 1946), deutscher Politiker (CDU)
- Dieter Schubert (Schriftsteller) (1929–2008), deutscher Schriftsteller
- Dieter Schubert (Ruderer) (* 1943), deutscher Ruderer
- Dieter Schubert (Kinderbuchautor) (* 1947), deutscher Kinderbuchautor
- Dieter Schubert (Fußballspieler) (* 1951), deutscher Fußballspieler
- Dietrich Schubert (Mathematiker) (1934–2011), deutscher Mathematiker und Hochschullehrer in Dresden
- Dietrich Schubert (Filmemacher) (* 1940), deutscher Regisseur, Kameramann, Drehbuchautor und Filmproduzent
- Dietrich Schubert (Kunsthistoriker) (* 1941), deutscher Kunsthistoriker und Hochschullehrer
- Don Schubert (* 1965), deutsch-kanadischer Jurist und Drehbuchautor

### E
- E. Fred Schubert (* 1956), deutscher Physiker
- Eberhard Schubert (1910–2006), deutscher Jurist und Richter
- Eberhart Schubert (1927–2020), deutscher Betriebswirt und Hochschullehrer
- Edeltraud Schubert (Schauspielerin) (1917–2013), deutsche Schauspielerin
- Edeltraud Schubert (Turnerin) (* 1957), deutsche Turnerin
- Else Schubert-Christaller (1891–1982), deutsche Autorin
- Emil Schubert (Schauspieler) (1839–1895), deutscher Schauspieler und Sänger
- Emil Schubert (Landrat) (1870–nach 1931), deutscher Landrat im Kreis Neurode in Schlesien
- Erdmann Schubert (1840–1919), sächsischer Generalmajor
- Erich von Schubert (Mediziner, 1890) (1890–1963), deutscher Gynäkologe und Hochschullehrer
- Erich Schubert (Musiker) (1913–2010), deutscher Harfenist, Komponist und Musikpädagoge
- Erich Schubert (Designer) (* 1926), deutscher Möbeldesigner und Hochschullehrer
- Erich Schubert (Mediziner, 1939) (* 1939), deutscher Dermatologe und Verbandsfunktionär
- Erich Schubert (Informatiker) (* 1980), deutscher Informatiker
- Erik Schubert (* 1996), deutscher Radsportler
- Erika Schubert (1920–2019), österreichische Opernsängerin (Alt)
- Ernő Schubert (1881–1931), ungarischer Leichtathlet
- Ernst Schubert (Kunsthistoriker) (1927–2012), deutscher Kunsthistoriker und Historiker
- Ernst Schubert (Mediziner) (1931–2024), deutscher Physiologe, Kardiologe und Hochschullehrer
- Ernst Schubert (Apotheker) (1937–2021), deutscher Apotheker und Sanitätsoffizier
- Ernst Schubert (Historiker) (1941–2006), deutscher Historiker
- Ernst Fritz-Schubert (* 1948), deutscher Autor und Pädagoge
- Ernst Konstantin von Schubert (1757–1835), deutscher Beamter
- Evy Schubert (* 1981), deutsche Regisseurin und Videokünstlerin

### F
- Fabian Schubert (* 1994), österreichischer Fußballspieler
- Ferdinand Schubert (Komponist) (1794–1859), österreichischer Lehrer, Organist und Komponist
- Ferdinand Schubert (Chemiker) (1812–1875), deutscher Chemiker und Hochschullehrer
- Ferdinand Schubert (Kapellmeister, 1819) (Ferdinand Schubert der Ältere; 1819–1906), österreichischer Kapellmeister und Komponist
- Ferdinand Schubert (Maler) (1824–1853), österreichischer Maler
- Ferdinand Schubert (Posaunist) (Ferdinand Schubert der Jüngere; 1855–1918), österreichischer Posaunist
- Ferdinand Schubert (Kapellmeister, 1872) (1872–1925), österreichischer Kapellmeister
- Fortunat von Schubert-Soldern (1867–1953), österreichischer Kunsthistoriker
- François Schubert (eigentlich Franz Anton Schubert; 1808–1878), deutscher Komponist und Geiger
- Frank Schubert (Rennfahrer) (* 1949), deutscher Endurosportler
- Frank Schubert (Terrorist) (1957–1980), deutscher Rechtsterrorist
- Frank Schubert (Schachspieler) (* 1966), deutscher Fernschachspieler
- Frank Schubert (Sportschütze), deutscher Sportschütze
- Frank Paul Schubert (* 1965), deutscher Jazzmusiker
- Franz Schubert (1797–1828), österreichischer Komponist
- Franz Schubert (Musiker, 1853) (1853–1925), deutscher Violinist
- Franz Schubert (Theologe) (1876–1937), deutscher römisch-katholischer Pastoraltheologe und Hochschullehrer
- Franz Schubert (Politiker) (1905–1992),  deutscher Politiker (NSDAP)
- Franz Schubert (Genealoge) (1917–2001), deutscher Kaufmann, Verleger und Genealoge
- Franz Schubert (Musiker, 1974) (* 1974), deutscher Violinist
- Franz Anton Schubert (1768–1824), deutscher Komponist und Musiker
- Franz Anton Schubert (1808–1878), deutscher Komponist und Geiger, siehe François Schubert
- Franz August Schubert (1806–1893), deutscher Maler
- Franz Theodor Schubert (1763–1830), österreichischer Lehrer und Schulleiter, Vater des Komponisten Franz Schubert
- Franz Theodor Adolf Schubert (1876–1973), österreichischer Entomologe und Käferforscher
- Franziska Schubert (Schauspielerin) (* 1979), deutsche Schauspielerin
- Franziska Schubert (Politikerin) (* 1982), deutsche Politikerin (Bündnis 90/Die Grünen)
- Franziska Schubert (Skispringerin) (* 1993), deutsche Skispringerin
- Frida Schubert-Steingraeber (1901–1970), deutsche Malerin und Grafikerin
- Friedrich Schubert (Geodät) (auch Friedrich von Schubert; 1789–1865), russischer Geodät und General
- Friedrich Schubert (Musiker) (1815–1853), deutscher Violoncellist
- Friedrich Schubert (Beamter) (1871–1948), deutscher Ministerialbeamter
- Friedrich Schubert (Kriegsverbrecher) (Fritz Schubert; 1897–1947), deutscher Oberfeldwebel und verurteilter Kriegsverbrecher
- Friedrich Hermann Schubert (1925–1973), deutscher Historiker
- Friedrich Karl Schubert (Architekt) (1826–1883), deutscher Baumeister und Autor
- Friedrich Karl Schubert (1832–1892), deutscher Schriftsteller
- Friedrich Theodor von Schubert (1758–1825), deutscher Astronom
- Friedrich Wilhelm von Schubert (1788–1856), deutscher Theologe, Geistlicher, Skandinavist und Hochschullehrer
- Friedrich Wilhelm Schubert (1799–1868), deutscher Historiker und Staatskundler
- Fritz Schubert (Konditor) (vor 1900–1970), deutscher Konditor
- Fritz Schubert (Maler) (1901–1969), deutscher Maler
- Fritz Schubert (Politiker) (Friedrich Schubert; 1914–1967), deutscher Landrat und Politiker (SPD)
- Fritz Schubert (Verkehrspädagoge) (1924/1925–2011), deutscher Verkehrspädagoge
- Fritz Andreas Schubert (1913–1991), deutscher Bibliothekar und Maler

### G
- Gabriella Schubert (* 1943), ungarisch-deutsche Slawistin und Hochschullehrerin
- Georg Schubert (Regisseur) (1879–1938), deutscher Regisseur und Kameramann
- Georg Schubert (Bildhauer) (1899–1968), deutscher Bildhauer
- Georg Schubert (Maler) (1911–2005), deutscher Maler und Grafiker
- Georg Oskar Schubert (1900–1955), deutscher Fernsehtechniker
- Georgine Schubert (1840–1878), deutsche Schauspielerin und Sängerin
- Gerhard Schubert (Mediziner) (1907–1964), deutscher Gynäkologe und Geburtshelfer
- Gerhard Schubert (Rennrodler), deutscher Rennrodler
- Gerhard Schubert (Politiker), deutscher Politiker (DP)
- Gerhard Schubert (Rugbyspieler) (* 1942), deutscher Rugbyspieler und -trainer
- Giselher Schubert (* 1944), deutscher Musikwissenschaftler
- Götz Schubert (* 1963), deutscher Schauspieler
- Gotthard Schubert (1913–1985), deutscher SS-Hauptsturmführer und verurteilter Kriegsverbrecher.
- Gotthilf Heinrich von Schubert (1780–1860), deutscher Arzt und Naturforscher
- Grant Schubert (* 1980), australischer Feldhockeyspieler
- Günter Schubert (Musiker) (1911–nach 1972), deutscher Kirchenmusiker, Organist, Kantor und Chorleiter
- Günter Schubert (Dirigent) (1924–2007), deutscher Dirigent und Generalmusikdirektor
- Günter Schubert (Journalist) (1929–2014), deutscher Journalist und Historiker
- Günter Schubert (1938–2008), deutscher Schauspieler und Synchronsprecher
- Gunter Schubert (* 1963), deutscher Sinologe und Hochschullehrer
- Günther Schubert (Admiral) (1898–1974), deutscher Konteradmiral
- Günther Schubert (Fußballspieler) (1955–2002), deutscher Fußballtorwart
- Gustav von Schubert (1824–1907), deutscher Generalleutnant
- Gustav Schubert (SS-Mitglied) (1889–1955), deutscher Polizist und SS-Führer
- Gustav Schubert (Mediziner) (1897–1976), österreichischer Physiologe und Hochschullehrer
- Gustav Wilhelm Schubert (1801–1877), deutscher Jurist und Historiker
- Gytta Schubert (* 1948), deutsche Schauspielerin

### H
- Hannelore Schubert (* 1927), deutsche Journalistin
- Hanns Schubert (1887–1963), deutscher Maler und Grafiker
- Hans von Schubert (1859–1931), deutscher Theologe und Historiker
- Hans Schubert (Archivar) (1884–1961), deutscher Archivar und Historiker
- Hans Schubert (Maler) (1895–1971), deutscher Maler
- Hans Schubert, Pseudonym von Hans Morgenstern (1905–1965), österreichischer Kaufmann und Dramatiker
- Hans Schubert, eigentlicher Name von Béla Sanders (1905–1980), deutscher Musiker
- Hans Schubert (Mathematiker) (1908–1987), deutscher Mathematiker
- Hans Schubert (Politiker) (* 1933), deutscher Politiker (CDU), MdA Berlin
- Hans Schubert (Autor) (* 1934), deutscher Lehrer und Autor
- Hans-Joachim Schubert (Jurist) (1929–1999), deutscher Jurist und Rechtsanwalt
- Hans-Joachim Schubert (Soziologe) (* 1959), deutscher Soziologe und Hochschullehrer
- Hans-Joachim Schubert (General) (* 1947), deutscher Generalleutnant
- Hans-Jürgen Schubert (* 1940), deutscher Sprachwissenschaftler und Bibliothekar
- Hans-Otto Schubert (1906–1989/1990), deutscher Chirurg
- Hartmut Schubert (* 1960), deutscher Politiker (SPD)
- Hartwig von Schubert (* 1954), deutscher Theologe
- Heiner Schubert (* 1964), Schweizer Theologe und Illustrator
- Heino Schubert (1928–2018), deutscher Komponist und Kirchenmusiker
- Heinrich Schubert (Politiker) (1805–1880), deutscher Politiker, Mitglied der Frankfurter Nationalversammlung
- Heinrich Schubert (Maler) (1827–1897), österreichischer Maler
- Heinrich Schubert (Architekt), deutscher Architekt
- Heinrich Schubert (Generalmajor) (1875–1960), Generalmajor
- Heinrich Schubert (Bergingenieur) (1926–2018), deutscher Bergingenieur, Technologe und Hochschullehrer
- Heinrich Schubert (Leichtathlet) (* 1951), deutscher Geher
- Heinrich Carl Schubert (1827–1897), österreichischer Maler und Zeichenlehrer
- Heinz Schubert (Komponist) (1908–1945), deutscher Komponist und Dirigent
- Heinz Schubert (Künstler) (1912–2001), Maler und Grafiker
- Heinz Schubert (SS-Mitglied) (1914–1987), deutscher SS-Obersturmführer
- Heinz Schubert (Schauspieler) (1925–1999), deutscher Schauspieler
- Heinz Schubert (Altbergbauforscher) (1950–2013), deutscher Altbergbauforscher und Fotograf
- Helga Schubert (* 1940), deutsche Schriftstellerin
- Helmar Schubert (* 1939), deutscher Ingenieur und Hochschullehrer
- Helmut Schubert (Fußballspieler) (1916–1988), deutscher Fußballspieler
- Helmut Schubert (Numismatiker) (* 1943), deutscher Numismatiker
- Helmut Schubert (Werkstoffwissenschaftler) (1951–2012), deutscher Werkstoffwissenschaftler und Hochschullehrer
- Hendrik Schubert (* 1960), deutscher Biologie und Hochschullehrer
- Herbert F. Schubert (1931–2011), deutscher Tänzer und Choreograf
- Hermann Schubert (Benediktiner) (1826–1892), österreichischer Prediger und Seelsorger
- Hermann Schubert (Bildhauer) (1831–1917), deutscher Bildhauer
- Hermann Schubert (Textilunternehmer) (1836–1927), deutscher Textilunternehmer
- Hermann Schubert (Mathematiker) (1848–1911), deutscher Mathematiker
- Hermann Schubert (Politiker) (1886–1938), deutscher Politiker (KPD)
- Hermann Schubert (Chemiker) (1921–1995), deutscher Chemiker und Hochschullehrer
- Hermann Schubert (Wirtschaftswissenschaftler) (* 1964), deutscher Wirtschaftswissenschaftler
- Hiltmar Schubert (1927–2020), deutscher Chemiker und Explosivstoffspezialist
- Horst Schubert (Mathematiker) (1919–2001), deutscher Mathematiker
- Horst Schubert (Journalist) (1922–2008), deutscher Journalist
- Horst Schubert (Politiker) (1923–1996), deutscher Politiker (FDP), MdA Berlin
- Hugo Schubert (1874–1913), österreichischer Porträt- und Genremaler sowie Radierer und Illustrator

### I
- Ilona Schubert (1900–1983), Anthroposophin und eine der ersten Eurythmistinnen
- Ina Schubert (* 1963), deutsche Lehrerin und Politikerin (PDS), MdVK
- Ingo Schubert (1927–1999), deutscher Arzt, Hochschullehrer und Politiker (CDU)
- Ingo Schubert (Biologe) (* 1947), deutscher Pflanzengenetiker
- Ingrid Schubert (RAF-Mitglied) (1944–1977), deutsche Terroristin und  Gründungsmitglied der Roten Armee Fraktion
- Ingrid Schubert (Politikerin) (* 1950), österreichische Politikerin (SPÖ)
- Ingrid Schubert (Schriftstellerin) (* 1953), deutsche Schriftstellerin und Illustratorin

### J
- Jakob Schubert (* 1990), österreichischer Sportkletterer
- Jan Christoph Schubert (* 1978), deutscher Geograf und Hochschullehrer für Geografiedidaktik
- Jennifer Schubert (* 1973), deutsche Politikerin (Bündnis 90/Die Grünen)
- Jens Schubert (Jurist) (* 1969), deutscher Jurist, Rechtswissenschaftler und Hochschullehrer
- Jens Schubert (* 1983), deutscher Maler und Grafiker
- Jens Michael Schubert (* 1969), deutscher Jurist
- Jochen Schubert (* 1957), deutscher Literaturwissenschaftler
- Johann Schubert (Musiker) (1808–1862), böhmischer Militärkapellmeister
- Johann Schubert (Mediziner) (1906–1951), deutscher Mikrobiologe, Hygieniker und Hochschullehrer
- Johann Andreas Schubert (1808–1870), deutscher Bauingenieur
- Johann David Schubert (1761–1822), deutscher Maler und Hochschullehrer
- Johann Ernst Schubert (auch Drusus Pruthenicus Westen; 1717–1774), deutscher Theologe
- Johann Friedrich Schubert (1770–1811), deutscher Komponist und Violinist
- Johann Gottlieb Schubert, deutscher Unternehmer und Hammerwerksbesitzer
- Johann Heinrich Schubert (1692–1757), pietistischer Prediger in Ebersdorf und Potsdam und Superintendent in Zossen
- Johann Nepomuk Schubert (1770–1840), österreichischer Kirchenkomponist
- Johanna Schubert (* 1963), deutsche Schauspielerin
- Johanne Juliane Schubert (1776–1864), Weberin und deutsche Volksdichterin aus dem heutigen Niederschlesien
- Johannes Schubert (Physiker) (1859–1947), deutscher Mathematiker und Physiker
- Johannes Schubert (Philologe) (1896–1976), deutscher Tibetologe
- Johannes Schubert (Mediziner) (1946–2025), deutscher Mediziner
- Johannes Schubert (Musiker) (* 1988), deutscher Musiker
- Johannes Schubert (Filmproduzent) (* 1990), österreichischer Filmproduzent
- Johannes Schubert (Skispringer) (* 1997), deutscher Skispringer
- Josef Schubert (* 1957), deutscher Physiker
- Joseph Schubert (Musiker) (1754–1837), deutscher Komponist und Instrumentalist
- Joseph Schubert (Bischof) (1890–1969), rumänischer Geistlicher, Titularbischof von Ceramussa
- Julius Schubert (Violinist) (1812–1849), deutscher Violinist
- Július Schubert (Fußballspieler) (Giulio Schubert; 1922–1949), österreichischer Fußballspieler
- Jürgen Schubert (* 1950), deutscher Fußballspieler
- Jutta Schubert (* 1959), deutsche Schriftstellerin

### K
- Karin Schubert (Politikerin) (* 1944), deutsche Politikerin (SPD)
- Karin Schubert (Schauspielerin) (* 1944), deutsche Schauspielerin
- Karin Schubert (Moderatorin) (* 1967), deutsche Fernsehmoderatorin
- Karl Schubert (Maler) (auch Carl Schubert; 1795–1855), österreichischer Maler und Kalligraph
- Karl Schubert (Heilpädagoge) (1889–1949), österreichischer Heilpädagoge
- Karl Schubert (Jurist) (1903–1984), deutscher Verwaltungsjurist
- Karl Schubert (Politiker) (1905–1986), deutscher Politiker (CSU)
- Karl Schubert (Musiker) (1906–2006), deutscher Dirigent
- Karl Schubert (Schwimmer) (1908–1991), deutscher Schwimmsportler
- Karl Schubert (Bildhauer) (1909–2006), deutscher Bildhauer
- Karl Schubert (Fußballspieler) (* 1936), deutscher Fußballspieler
- Karl-Heinz Schubert (1929–1992), deutscher Ingenieur, Amateurfunker, Redakteur und Autor
- Karl Leopold Schubert (1893–1983), österreichischer Schriftsteller
- Karol Stanisław Schubert (1864–1954), polnischer General
- Karsten Schubert (Galerist) (1961–2019), deutscher Galerist in London und Verleger
- Karsten Schubert (Bauphysiker) (* 1963), deutscher Chemiker, Bauphysiker und Hochschullehrer
- Karsten Schubert (Politologe) (* 1985), deutscher Philosoph und Politologe
- Katharina Schubert (Autorin), deutsche Autorin
- Katharina Schubert (Schauspielerin) (* 1963), deutsche Schauspielerin
- Katharina Marie Schubert (* 1977), deutsche Schauspielerin
- Kathrin Schubert (* 1973), deutsche Autorin
- Katina Schubert (* 1961), deutsche Politikerin (Die Linke)
- Klaus Schubert (General) (1914–1994), deutscher General
- Klaus von Schubert (1941–1989), deutscher Politikwissenschaftler
- Klaus Schubert (Architekt) (* 1944), deutscher Architekt und Hochschullehrer
- Klaus Schubert (Politikwissenschaftler, 1948) (* 1948), deutscher Politikwissenschaftler und Hochschullehrer (Eichstätt-Ingolstadt)
- Klaus Schubert (Politikwissenschaftler, 1951) (* 1951), deutscher Politikwissenschaftler und Hochschullehrer (Münster)
- Klaus Schubert (Sprachwissenschaftler) (* 1954), deutscher Sprachwissenschaftler und Hochschullehrer
- Klaus Schubert (Musiker) (* 1955), österreichischer Rock-Musiker (Gitarrist der Band No Bros)
- Klaus R. Schubert (* 1939), deutscher Physiker
- Knut Schubert (* 1958), deutscher Eiskunstläufer
- Konrad von Schubert (1901–1973), deutscher Diplomat
- Konrad Schubert (Physiker) (1915–1992), deutscher Physiker
- Konrad Schubert (Fußballspieler) (1927–2017), deutscher Fußballspieler
- Konstantin Schubert (Radsportler) (* 1982), deutscher Radrennfahrer
- Konstantin Schubert (Basketballspieler) (* 1998), deutscher Basketballspieler
- Kort Schubert (* 1979), US-amerikanischer Rugby-Union-Spieler
- Kurt Schubert (Komponist) (1891–1945), deutscher Komponist, Pianist und Klavierpädagoge
- Kurt Schubert (Pfarrer) (1902–1967), deutscher Pfarrer und Politiker (CDU der DDR)
- Kurt Schubert (Mediziner) (1903–1977), deutscher HNO-Arzt und Hochschullehrer
- Kurt Schubert (Fischereiwissenschaftler) (1909–1974), deutscher Meeresbiologe und Fischereiwissenschaftler
- Kurt Schubert (Chemiker) (1919–1991), deutscher Chemiker und Hochschullehrer
- Kurt Schubert (1923–2007), österreichischer Judaist
- Kurt Schubert (Ingenieur) (1926–1975), deutscher Bauingenieur und Hochschullehrer
- Kurt Schubert (Politiker) (* 1926), deutscher Politiker (NDPD)

### L
- Leland Schubert (1907–1998), US-amerikanischer Literaturwissenschaftler und Philanthrop
- Leo Schubert (1885–1968), deutscher Politiker (NSDAP)
- Lisa Schubert (* 2002), deutsche Politikerin (Die Linke)
- Ludwig Schubert (Komponist) (1828–1884 Dresden), (auch Louis Schubert) deutscher Dirigent und Komponist
- Ludwig Schubert (Buchhändler) (?–1909), österreichischer Buchhändler
- Ludwig Schubert (Mediziner) (1889–nach 1966), deutscher Zahnarzt und Hochschullehrer
- Lukas Schubert (Faustballspieler) (* 1987), deutscher Faustballspieler
- Lukas Schubert (Fußballspieler) (* 1989), österreichischer Fußballspieler

### M
- Manfred Schubert (Jurist) (1903–2007), deutscher Verwaltungsjurist
- Manfred Schubert (Kabarettist) (1927–2021), deutscher Kabarettist, Gründer der „Herkuleskeule“
- Manfred Schubert (Maler) (1929–2020), deutscher Maler und Grafiker
- Manfred Schubert (Verfahrenstechniker) (1930–1987), deutscher Verfahrenstechniker
- Manfred Schubert (Kanute) (* 1934), deutscher Kanute
- Manfred Schubert (Komponist) (1937–2011), deutscher Komponist und Dirigent
- Manfred Schubert-Zsilavecz (* 1961), österreichischer Pharmazeut und Hochschullehrer
- Marcel Schubert, Physiker und Hochschullehrer
- Margarete Schubert (Schriftstellerin) (1870–1930), deutsche Schriftstellerin
- Margarete von Schubert (1892–1979), deutsche Schriftstellerin
- Markus Schubert (* 1998), deutscher Fußballtorhüter
- Martin Schubert (Mediziner) (1896–1964), deutscher Dermatologe und Hochschullehrer
- Martin Schubert (Komponist) (1960–2020), deutscher Komponist, Musiker, Produzent und Sprecher
- Maschinka Schubert (1815–1882), deutsche Schauspielerin und Opernsängerin (Sopran/Mezzosopran), siehe Maschinka Schneider
- Mathias Schubert (Politiker) (1952–2004), deutscher Politiker (SPD)
- Mathias Schubert (Physiker) (* 1966), deutscher Physiker
- Matthias Schubert (* 1960), deutscher Jazzmusiker
- Max Schubert (Physiker) (1926–1998), deutscher Experimentalphysiker und Hochschullehrer
- Max Georg Schubert (1840–1901), deutscher Unternehmer und Politiker
- Maximilian Schubert (* 1990), deutscher Handballspieler
- Melitta Schubert (* 1963), österreichische Diplomatin
- Michael Schubert (Tonmeister) (* 1958), deutscher Tonmeister und Hochschullehrer
- Michael Schubert (* 1986), deutscher Schwimmer
- Mick Schubert (* 1988), dänischer Handballspieler
- Mike Schubert (* 1973), deutscher Ökonom und Kommunalpolitiker (SPD)
- Mona Schubert (* 1990), deutsche Schauspielerin

### N
- Nadja Schubert (* 1971), deutsche Musikerin
- Nicoline Schubert (* 1976), deutsche Schauspielerin
- Normann Schubert (* 1959), deutscher Fußballspieler

### O
- Ola Schubert (* 1972), schwedischer Animationsfilmer
- Olaf Schubert (* 1967), deutscher Komiker und Musiker
- Olaf Schubert (Fotograf) (* 1974), deutscher Fotojournalist
- Otto von Schubert (Jurist) (1808–1883), böhmisch-österreichischer Jurist
- Otto Schubert (Architekt, 1854) (1854–1930), deutscher Architekt und Baumeister
- Otto Schubert (Architekt, 1878) (1878–1968), deutscher Architekt
- Otto von Schubert (Direktor) (1885–1971), deutscher Marineoffizier und Direktor der deutschen Seewarte
- Otto Schubert (Maler) (1892–1970), deutscher Maler und Grafiker
- Otto Schubert (Montanwissenschaftler) (1895–1969), deutscher Montanwissenschaftler und Hochschullehrer
- Otto Schubert (Bauingenieur) (1898–1959), Schweizer Bauingenieur
- Otto Schubert (Tribologe) (1918–1978), deutscher Tribologe und Hochschullehrer
- Ottokar Schubert (Pseudonyme Lothar G. Wölfelin, O. S.-Schüttarschen; 1867–1945), böhmisch-österreichischer Politiker, Schuldirektor und Fachschriftsteller

### P
- Paul Schubert (Märtyrer) (1873–1937), russlanddeutscher römisch-katholischer Geistlicher und Märtyrer
- Paul Schubert (Pianist) (1884–1945), lettischer Pianist, Komponist und Musikpädagoge
- Paul Schubert (Altphilologe) (* 1963), Schweizer Altphilologe und Papyrologe
- Paul-Heinz Schubert (1913–1991), deutscher Kaufmann und Politiker (FDP/CDU)
- Paul Hermann Schubert (1904–1957), deutscher Schriftsteller
- Peter Schubert (Maler) (1929–2021), deutscher Maler
- Peter Schubert (Diplomat) (1938–2003), deutscher Albanologe und Diplomat
- Peter Schubert (Maler, 1938) (* 1938), deutscher Maler, Kunsterzieher und Hochschullehrer
- Peter Schubert (Regisseur) (* 1939), österreichischer Regisseur und Drehbuchautor
- Peter Schubert (Historiker) (* 1949), österreichischer Historiker
- Peter Schubert (Bühnenbildner) (* 1959), deutscher Bühnenbildner und Regisseur
- Peter Schubert (Fußballtrainer) (* 1966), deutscher Fußballtrainer
- Petra Schubert (* 1968), deutsche Badmintonspielerin
- Petra Schubert (Wirtschaftsinformatikerin) (* 1968), deutsche Wirtschaftsinformatikerin und Hochschullehrerin
- Philipp Schubert (1897–1965), deutscher Politiker (SPD)
- Pit Schubert (1935–2024), deutscher Bergsteiger und Autor

### R
- Rainer Schubert (Leichtathlet) (1941–2014), deutscher Leichtathlet
- Rainer Schubert (Philosoph) (* 1948), österreichischer Philosoph
- Rainer Schubert-Soldern (1900–1974), österreichischer Zoologe
- Rainer M. Schubert (* 1946), deutscher Fluchthelfer und Journalist
- Rainer-Maria Schubert (* 1944), deutscher Bildhauer und Steinmetz
- Renate Schubert (Schauspielerin, 1939) (* 1939), deutsche Schauspielerin
- Renate Schubert (Schauspielerin, 1940) (1940–1966), deutsche Schauspielerin
- Renate Schubert (Sportlerin) (* 1942), deutsche Sportlerin
- Renate Schubert (Ökonomin) (* 1955), deutsche Wirtschaftswissenschaftlerin
- René Schubert (1910–1976), deutscher Internist und Gerontologe
- Richard von Schubert (General) (1850–1933), deutscher Generaloberst
- Richard Schubert (Widerstandskämpfer) (1877–1955), deutscher Widerstandskämpfer, Stadtältester von Berlin
- Richard Schubert (Sänger) (1885–1959), deutscher Opernsänger (Tenor)
- Richard Schubert (Politiker) (1886–1955), deutscher Politiker (KPD), MdL Sachsen
- Richard Schubert (Architekt), deutscher Architekt
- Richard von Schubert-Soldern (1852–1924), österreichischer Philosoph
- Richard Johann Schubert (1876–1915), österreichischer Geologe und Paläontologe
- Roland Schubert (Philosoph) (1936–1996), deutscher Philosoph und Hochschullehrer
- Roland Schubert (Sänger) (* 1962), deutscher Sänger
- Rolf Schubert (1932–2013), deutscher Maler und Grafiker
- Rosemarie Schubert (* 1943), deutsche Speerwerferin
- Rüdiger Schubert (* 1949), deutscher Politiker (SPD)
- Rudolf Schubert (Althistoriker) (1844–1924), deutscher Althistoriker
- Rudolf Schubert (Pädagoge) (1866–1954), deutscher Pädagoge und Hochschullehrer
- Rudolf Schubert (Politiker) (1880–1936), tschechoslowakischer Politiker
- Rudolf Schubert (Ingenieur), deutscher Flugzeugkonstrukteur
- Rudolf Schubert (Generalleutnant) (1890–1962), deutscher Generalleutnant
- Rudolf Schubert (Radsportler), deutscher Radsportler
- Rudolf Schubert (Heimatforscher) (1925–2014), deutscher Lehrer und Heimatforscher
- Rudolf Schubert (Botaniker) (1927–2022), deutscher Botaniker und Hochschullehrer
- Rudolf Schubert (Mediziner) (* 1964), deutscher Physiologe und Hochschullehrer
- Rudolf Ili Schubert (1900–1976), deutscher Pianist und Schriftsteller

### S
- Sebastian Schubert (Autor) (* 1965), deutscher Grafiker und Autor
- Sebastian Schubert (Kanute) (* 1988), deutscher Kanute
- Siegfried Schubert (* 1939), deutscher Eishockeyspieler und -trainer
- Siegfried Schubert-Weber (* 1933), deutscher Pianist
- Simon Schubert (* 1976), deutscher Bildhauer
- Sinikka Schubert (* 1976), deutsch-finnische Schauspielerin
- Sophia Schubert (* 1991), deutsche Schauspielerin
- Sophie Schubert (* 1997), deutsche Volleyballspielerin
- Stefan Schubert (Filmproduzent) (* 1955), deutscher Filmproduzent
- Stefan Schubert (Autor) (* 1970), deutscher Autor, Publizist und früherer Hooligan
- Štěpán Schubert (* 2003), tschechischer Hürdenläufer
- Stephanie Schubert (* 1977), deutsche Fußballspielerin
- Susan Schubert (* 1959), deutsche Schlagersängerin
- Sven Schubert (* 1956), deutscher Agrarwissenschaftler und Hochschullehrer für Pflanzenernährung

### T
- Theodor Schubert (Theodor Friedrich Schubert; 1789–1865), russischer Offizier und Geodät, siehe Friedrich Schubert (Geodät)
- Theodor Schubert (General, 1851) (1851–1926), deutscher General
- Theodor Schubert (General, 1888) (1888–1973), deutscher Generalleutnant
- Theophil Schubert (1927–2009), Schweizer Theologe und Kirchenpolitiker
- Thomas Schubert (Komponist) (* 1961), deutscher Komponist, Pianist und Musikwissenschaftler
- Thomas Schubert (Trainer), deutscher Eisschnelllauftrainer
- Thomas Schubert (Eishockeyspieler) (* 1972), deutscher Eishockeyspieler
- Thomas Schubert (Politikwissenschaftler) (* 1979), deutscher Politikwissenschaftler
- Thomas Schubert (Schauspieler) (* 1993), österreichischer Schauspieler
- Torsten Schubert (Motorsportmanager) (* 1963), deutscher Motorsportmanager
- Torsten Schubert (Psychologe) (* 1964), deutscher Psychologe und Hochschullehrer

### U
- Ulrich Schubert (Chemiker, 1946) (* 1946), österreichischer Chemiker und Hochschullehrer in Wien
- Ulrich Schubert (Chemiker, 1969) (* 1969), deutscher Chemiker und Hochschullehrer in Jena
- Uwe Schubert (* 1960), deutscher Fußballtrainer

### V
- Veit Schubert (* 1960), deutscher Schauspieler
- Verena Schubert-Andres (* 1931), Bildhauerin
- Veronika Schubert (* 1981), österreichische Filmemacherin, Animatorin und bildende Künstlerin
- Victor Schubert von Soldern (1834–1912), böhmisch-österreichischer Maler und Schriftsteller
- Viktor Schubert, tschechoslowakischer Rennrodler
- Viktoria Schubert (* 1962), österreichische Schauspielerin und Theaterregisseurin
- Volker Schubert (* 1952), deutscher Erziehungswissenschaftler
- Volkmar Schubert (1942–2018), deutscher Politiker (CDU)

### W
- Walter Schubert (Verwaltungsjurist) (1915–1991), deutscher Verwaltungsjurist, Staatssekretär in Hessen
- Walter Schubert (Sportler) (* 1962), deutscher Handballspieler und -trainer
- Walter F. Schubert (1883–1934), deutscher Bibliothekar und Kunsthistoriker
- Werner Schubert (Jurist, 1904) (1904–nach 1949), deutscher Jurist
- Werner Schubert (Politiker) (1908–nach 1988), deutscher Politiker (SED)
- Werner Schubert (Journalist) (* 1929), deutscher Journalist
- Werner Schubert (Jurist) (1936–2024), deutscher Jurist, Rechtshistoriker und Hochschullehrer
- Werner Schubert (Heimatforscher) (* 1941), österreichischer Lehrer und Heimatforscher
- Werner Schubert (Philologe) (* 1953), deutscher Altphilologe und Hochschullehrer
- Werner Schubert-Deister (1921–1991), deutscher Maler und Bildhauer
- Wilhelm Schubert (Theologe) (1810–1873), deutscher Theologe und Dichter
- Wilhelm Schubert (Politiker) (1813–1893), deutscher Politiker, Bürgermeister von Lahr
- Wilhelm Schubert (General) (1879–1972), deutscher General und Wirtschaftsorganisator
- Wilhelm Schubert (Grafiker) (1889–1962), deutscher Grafiker
- Wilhelm Schubert (SS-Mitglied) (1917–2006), deutscher SS-Oberscharführer
- Wilhelm Julius Ludwig von Schubert (1755–1835), deutscher Jurist und Regierungsbeamter
- Winfried Schubert (* 1951), deutscher Jurist
- Wolf Schubert (1903–1977), deutscher Kunsthistoriker
- Wolf-Dieter Schubert (* 1951), österreichischer Chemiker, Pulvermetallurge und Hartmetallfachmann
- Wolfgang Schubert (Dirigent), deutscher Chorleiter und Dirigent
- Wolfgang Schubert (Mediziner) (* 1934), deutscher Kinderchirurg
- Wolfgang Schubert (Mineraloge) (* 1935), deutscher Mineraloge, Geologe und Hochschullehrer
- Wolfgang Schubert (General) (* 1936), deutscher Generalmajor
- Wolfgang Schubert (Psychologe) (* 1949/1950), deutscher Verkehrspsychologe und Verbandsfunktionär
- Wolfgang Schubert (Drucker) (* 1952), deutscher Drucker und Elektrostatik-Fachautor
- Wolfgang Schubert (Fußballspieler) (* 1955), deutscher Fußballspieler
- Wolfgang Schubert-Raab (* 1958), deutscher Ingenieur und Verbandsfunktionär
- Wolfram Schubert (* 1926), deutscher Maler und Grafiker

### Z
- Zachery Schubert (* 1995), australischer Beachvolleyballspieler
- Zdenko Schubert von Soldern (1844–1922), böhmisch-österreichischer Kunsthistoriker und Architekt